# Flora Vista (Novo México)
Flora Vista é uma Região censo-designada localizada no estado americano de Novo México, no Condado de San Juan.

## Demografia
Segundo o censo americano de 2000, a sua população era de 1383 habitantes.

## Geografia
De acordo com o United States Census Bureau tem uma área de
5,4 km², dos quais 5,3 km² cobertos por terra e 0,1 km² cobertos por água. Flora Vista localiza-se a aproximadamente 1679 m acima do nível do mar.

## Localidades na vizinhança
O diagrama seguinte representa as localidades num raio de 24 km ao redor de Flora Vista.